# Phaeothamniophyceae
Phaeothamniophyceae é uma classe de heterocontes que agrupa três ordens, que integram espécies separadas das  Chrysophyceae.

## Taxonomia
- Classe Phaeothamniophyceae Andersen & Bailey 1998
  - Ordem Aurearenales Kai et al. 2008
    - Família Aurearenaceae Kai et al. 2008
      - Género Aurearena Kai et al. 2008

  - Ordem Phaeothamniales Bourrelly 1954 emend. Andersen & Bailey 1998
    - Família Phaeosaccionaceae
      - GéneroPhaeosaccion Farlow 1882

    - Família Phaeothamniaceae Hansgirg 1886 [Stichogloeaceae Lemmermann 1899; Chrysapiaceae]
      - GéneroApistonema Pascher 1925
      - Género Chrysapion Pascher & Vlk 1943
      - Género Chrysocapsopsis Thompson & Wujek 1998
      - Género Chrysoclonium Pascher 1925
      - Género Chrysodesmis Starmach 1970
      - Género Chrysodictyon Ramanathan 1947
      - Género Koinopodion Pascher 1943
      - Género Nematochrysis Pascher 1925
      - Género Phaeogloea Chodat 1922
      - Género Phaeoschizochlamys Lemmermann 1898
      - Género Phaeothamnion Lagerheim 1884
      - Género Podochrysis Magne 1975
      - Género Selenophaea Chodat 1922
      - Género Sphaeridiothrix Pascher & Vlk 1943
      - Género Stichogloea Chodat 1897
      - Género Tetrachrysis Dop 1980

  - Ordem Pleurochloridellales
    - Família Pleurochloridellaceae
      - Género Pleurochloridella Pascher, 1939